# Ebrahim Pourdavoud
Ebrahim Pourdavoud (persiska: ابراهیم پورداوود Ebrāhim Purdāvud), född den 9 februari 1885 i Rasht i Gilanprovinsen, Persien, död den 17 november 1968, var en persisk språkvetare och iranist, professor vid Teherans universitet, översättare av Avesta till persiska.
Pourdavoud föddes i Rasht i norra Persien och fick sin tidiga utbildning i Teheran. Därefter studerade han franska i Beirut. Vid 26 års ålder begav han sig till Frankrike där han studerade juridik. På grund av första världskriget tvingades han bege sig till Tyskland där han läste språk och iranistik för landets främsta iranister i Berlin. Han gifte sig med en tyska 1922 och parets dotter Pourandokht föddes året därefter.
Pourdavoud grundade 1924 Skolan för antika språk vid Teherans universitet där han undervisade och bedrev forskning om det antika Iran, framförallt i avestiska språket. Förutom sitt modersmål persiska behärskade Pourdavoud franska, tyska, engelska, arabiska och turkiska i tal och skrift. Pourdavoud undervisade och handledde en hel generation unga iranska lärde under sin karriär, däribland Ehsan Yarshater.
Pourdavouds främsta verk är hans översättning av zoroastrismens urkund Avesta till nypersiska, den första i sitt slag. 1965 blev han upptagen i orden Chevalier Saint Sylvester Pope och mottog en utmärkelse från påven Paulus IV. Under sitt liv fick han även motta Tysklands och Indiens högsta akademiska utmärkelser för sin forskning på iranistikens områden.
Ebrahim Pourdavoud och Sadeq Hedayat räknas som två av de främsta företrädarna för paniranism och persisk kulturrenässans under 1900-talet.
2017 grundades ett forskningscenter i iranistik i Pourdavouds namn vid UCLA i USA: Pourdavoud Center for the Study of the Iranian World.